# 亮葉南洋杉
亮葉南洋杉（學名：Araucaria hunsteinii），又稱芬氏南洋杉、奇形異葉南洋杉、奇形異南杉、漢思南杉、漢思氏南洋杉，為南洋杉科南洋杉屬下一個物種，原產於新幾內亞。

## 特徵
生長在海拔600-2000米，樹幹通直，樹高可達三十公尺，樹皮粗糙，橫裂，枝椏輪生狀生於主幹，為常綠樹，單葉密集螺旋狀互生，葉長卵形，葉端銳尖，葉基圓鈍，葉面有光澤，無柄，雌雄異株。雄花與雌花都為頂生，花小不顯眼，雄花為橢圓形，雌花為球形，毬果為圓形，種子具翅。

## 外部連結
1. ↑  .   [2013-12-23]. （原始内容存档于2019-04-16）.
2. ↑  .   [2013-12-23]. （原始内容存档于2013-12-24）. 外部链接存在于|title= (帮助)
3. ↑  .   [2013-12-23]. （原始内容存档于2013-12-24）.